# アウディ・Q3
Q3 （キュースリー）は、ドイツの自動車メーカー、アウディが製造・販売しているSUV型の乗用車である。Cセグメントに属する。

## 初代（8U、2011年 - 2020年）
2011年4月、上海モーターショーにて、世界初公開された。販売時点ではアウディ最小のSUVであった。
プラットフォームはA3をベースとしているが、キャラクター特性を活かすべく、シャーシは大幅に補強されている。同社のQ7、Q5の次に開発されたSUVであり、フォルクスワーゲン・ティグアンとは姉妹車の関係にあたる。
エクステリアは、流麗なルーフラインを採用するなどしてエアロダイナミクスを追求した結果、空気抵抗係数（Cd値）は0.32と、スポーツカーに匹敵する数値を実現した。同時に軽量化も推し進められ、ボディにはアルミニウムを多用することで、車両重量を1.610kgに収めている。ヘッドライトはバイキセノンではあるが、ポジションランプとリアコンビネーションランプはLEDを採用する。ラゲッジルームは、460ℓから1,365ℓまで拡大できる。
インテリアは、エクステリアのデザインテイストを踏襲してラップアラウンドデザインを採 用した。マルチファンクションスイッチ付の本革巻き4本スポークステアリングや、10スピー カーのサウンドシステム、7インチのポップアップ式センターディスプレイを装備したほか、MMI3G＋ナビゲーションシステムやBOSEサラウンドサウンドシステムも設定される。
パワートレインは、出力違い（170PSと211PS）のガソリンエンジンが2種類と、ディーゼルエンジンが1種類の、計3種類が用意される。前者は2.0L 直列4気筒・直噴ガソリンターボの「2.0 TFSI」で、アイドリングストップとブレーキエネルギー回生システムが標準装備される。後者は、140PSを発生する2.0L 直列4気筒・直噴ディーゼルターボの「2.0 TDI」である。トランスミッションは6速MTのほか、Sトロニック（6速または7速）も用意される。
生産拠点はドイツではなく、スペインにあるフォルクスワーゲン傘下・セアト社のマルトレル工場である。なお、Q3の生産に当たり、同工場は3億3000万ユーロ（約385億円）をかけて改修し、約700人の追加雇用を行った。
同年7月、欧州市場を皮切りに、順次発売を開始した。
2012年4月23日、北京モーターショーにて「jinlong yufeng」を初公開。
同年5月11日、「Wortherseeツアー」にて、コンセプトカーの「レッドトラック」を初公開。最高出力が340psに強化されている。
2014年1月9日、新たに北米市場にも投入すると発表。これまで北米市場には導入されていなかったが、SUVの需要増加に伴って投入を決断した。導入は同年秋頃の予定。
同年11月10日、欧州にて、大幅改良モデルを発表（フェイスリフト）。前後バンパーやシングルフレームグリルなどのデザインを変更したほか、ヘッドライトも新意匠となった。ヘッドライトは「キセノンプラス」を標準化し、LEDデイタイムランニングライトを組み込んだ。欧州仕様のパワートレインは、1.4L～2.0Lのガソリン仕様とディーゼル仕様が用意される。
2015年5月13日、「GTIミーティング・アット・ヴェルターゼー」にて、「オフロードスタイルパッケージ」を初公開。欧州仕様では純正アクセサリーとして設定される。
2016年9月15日、欧州にて2度目の改良モデルを発表。フロントバンパーの開口部を拡大し、その下部にボディ同色のブレードを配置した。グリルはストーングレーで塗装される。また「S line エクステリアパッケージ」を設定した。

### 日本での販売
2012年5月8日、2011年東京モーターショーでの参考出品を経て、正式発表。グレードは「2.0 TFSI quattro 170PS」と「2.0 TFSI quattro 211PS」の2種類となる。パワートレインは同一で、出力の違いがグレード名に反映されている。四輪駆動、7速Sトロニックのみの設定となる。211PSにはMMI3G＋ナビゲーションシステムや、4つの走行モードを切り替えられる「アウディ ドライブセレクト」を標準装備とした。さらにS lineパッケージや、パノラマガラスサンルーフをオプションで用意した。なお、ディーゼル仕様は、日本未導入である。
2013年8月20日、仕様変更。両グレードにアドバンストキーとハイグロスデザインパッケージを標準装備としたほか、APSリアビューカメラをオプション設定した。また170PS仕様にはAPSリアを追加装備するとともに、MMI 3G+ナビゲーションシステムをオプションで新設定した。
2014年2月18日、特別仕様車「S-line Competition」を200台限定で発売。「2.0 TFSI quattro 170PS」をベースに、S-lineパッケージ、ブラックスタイリングパッケージ、19インチアルミホイールを装備した。
同年8月20日、新グレード「1.4 TFSI」を追加設定。駆動方式は同社のSUV（Qシリーズ）で初のFF（前輪駆動）となる。150ps/250Nmを発揮する1.4L 直列4気筒・直噴ガソリンターボに、6速Sトロニックを組み合わせる。エントリーモデルながらも、バイキセノンヘッドライト、アルミニウムルーフレール、リアサイドエアバッグ、アドバンストキーシステム、17インチ 5アームトライアスデザインアルミホイールを標準装備とした。またMMI 3Gをはじめレザーパッケージやアシスタンスパッケージ、パノラマガラスサンルーフやオートマチックテールゲートなどをオプション設定した。
2015年2月12日、特別仕様車「color selection - Misano Red」を120台限定で発売。「1.4 TFSI」をベースに、MMI 3G Plusマルチメディアインターフェイスをはじめ、高感度リアビューカメラやAudi パーキングシステム、ボディ同色のカラードバンパーなどを標準装備とした。ボディカラーはMisano Redのみとなる。
同年5月12日、マイナーチェンジモデルを発表（同月21日より、発売開始）。内外装のデザインが刷新され、アルミホイールも一新された。パワートレインでは「2.0 TFSI」エンジンの出力が向上（170PS→180PS、211PS→220PS）するとともに、約18％の低燃費化を実現した。装備面では、ポジショニングライトに加えてハイビーム／ロービームにもLEDを採用したほか、ダイナミックターンインディケーターを内蔵するリアLEDコンビネーションライトを組み合わせた。さらに、新グレードとして「1.4 TFSI」をベースにスポーツシートやアウディドライブセレクトなどを備えた「1.4 TFSI Sport」を新設定した。
2016年8月23日、価格改定。従来の仕様、装備を維持しながら「2.0 TFSI 220PS」を除く3グレードの価格を10万円引き下げた。
2017年3月6日、一部仕様を変更。「1.4 TFSI sport」と「2.0 TFSI quattro」のフロントバンパーを大型化し、エアインレットはハイグロスブラックに、グリルバーはアンスラサイト仕上げとした。また「S line」に新しいデザインのフロントバンパーを採用した。
同年9月20日、一部仕様を変更。「2.0 TFSI 180ps」には、アウディパーキングシステム、リアビューカメラ、シートヒーターを標準装備としたほか、S lineパッケージも内容を充実させた。「1.4 TFSI sport」には、コンフォートパッケージのオプションを追加したほか、S lineエクステリアの内容も充実させた。同時に「2.0 TFSI 220ps」が廃止され、180psに一本化された。
2018年5月7日、特別仕様車「S line competition」を125台限定で発売。「2.0 TFSI quattro」をベースに、S lineパッケージをはじめ、専用コントラストペイント、専用ブラック19インチアルミホイール、ブラックルーフレール、ピアノブラック デコラティブパネル、パドルシフト付フラットボトムステアリングを装着した。専用色としてデイトナグレーパールエフェクトを用意する。

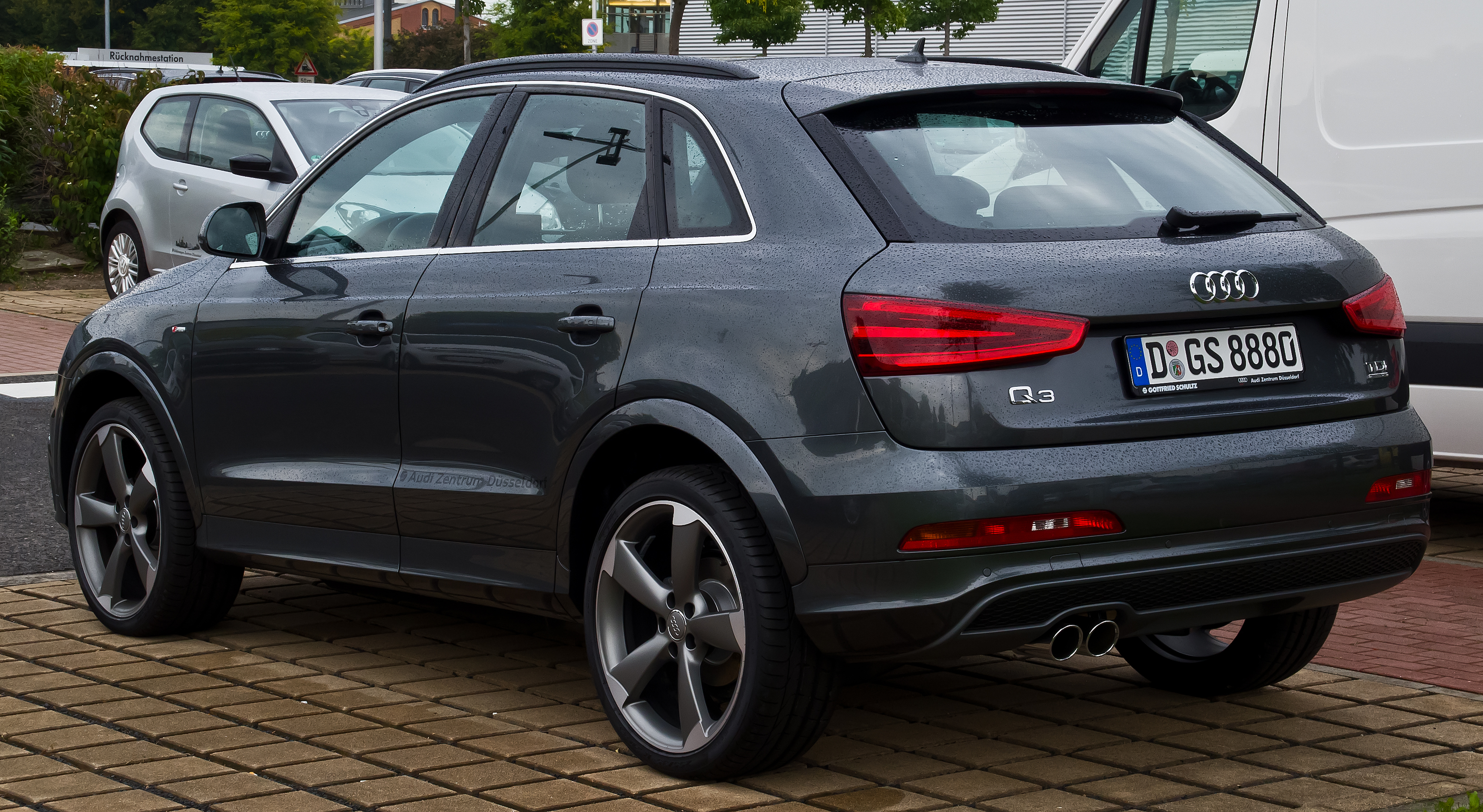
S line（前期型）
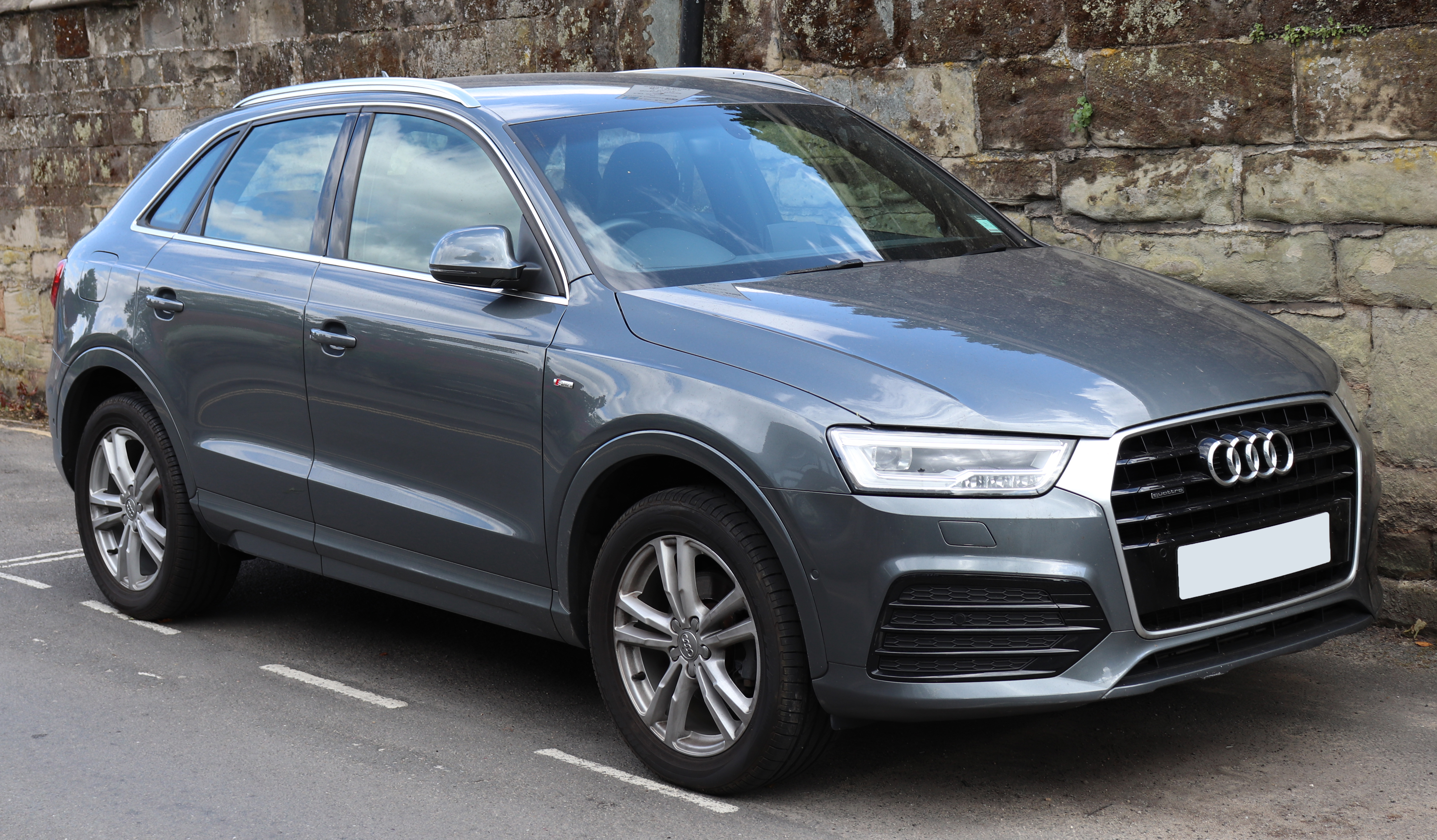
S line（中期型）
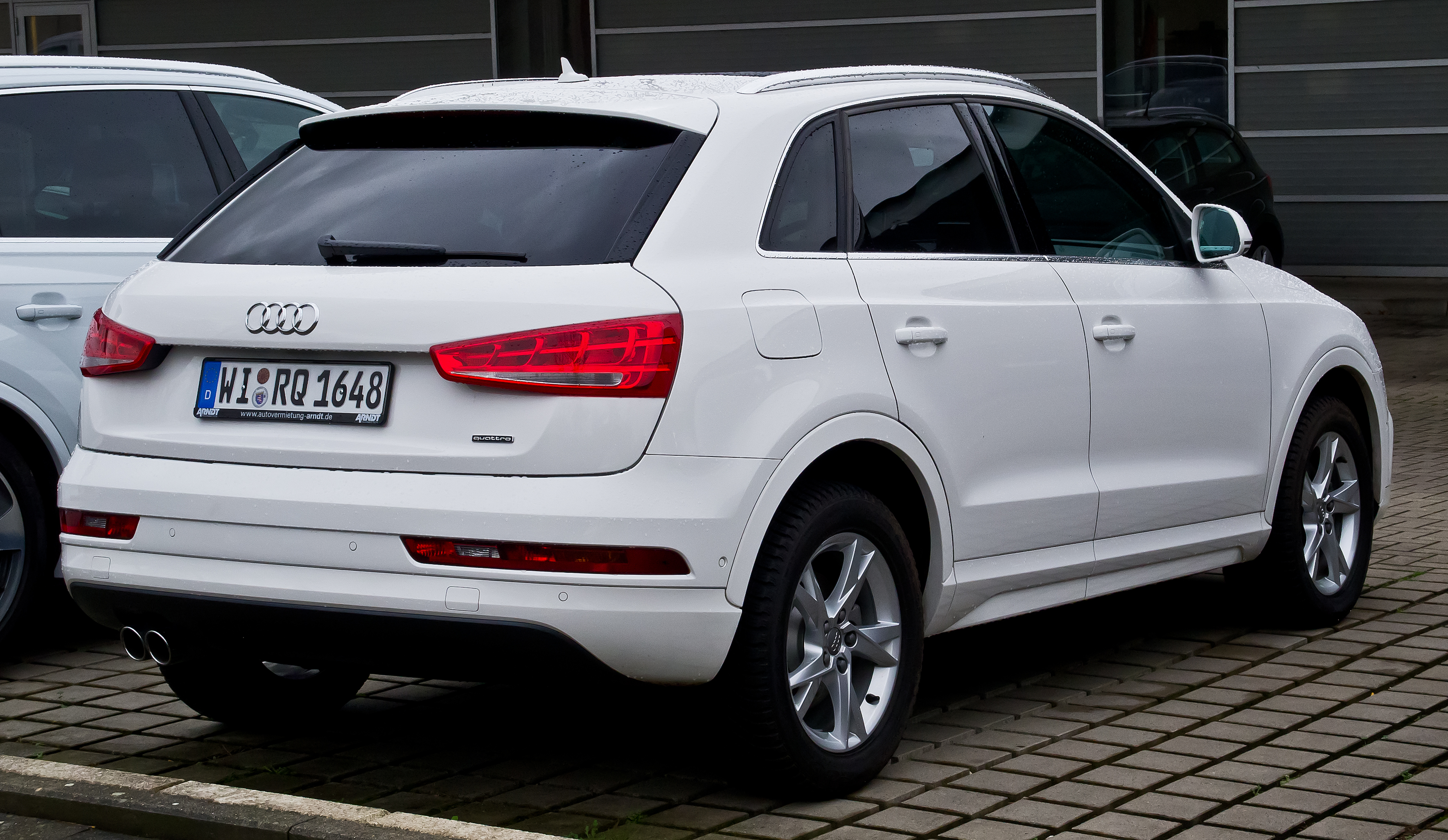
Sport（中期型）
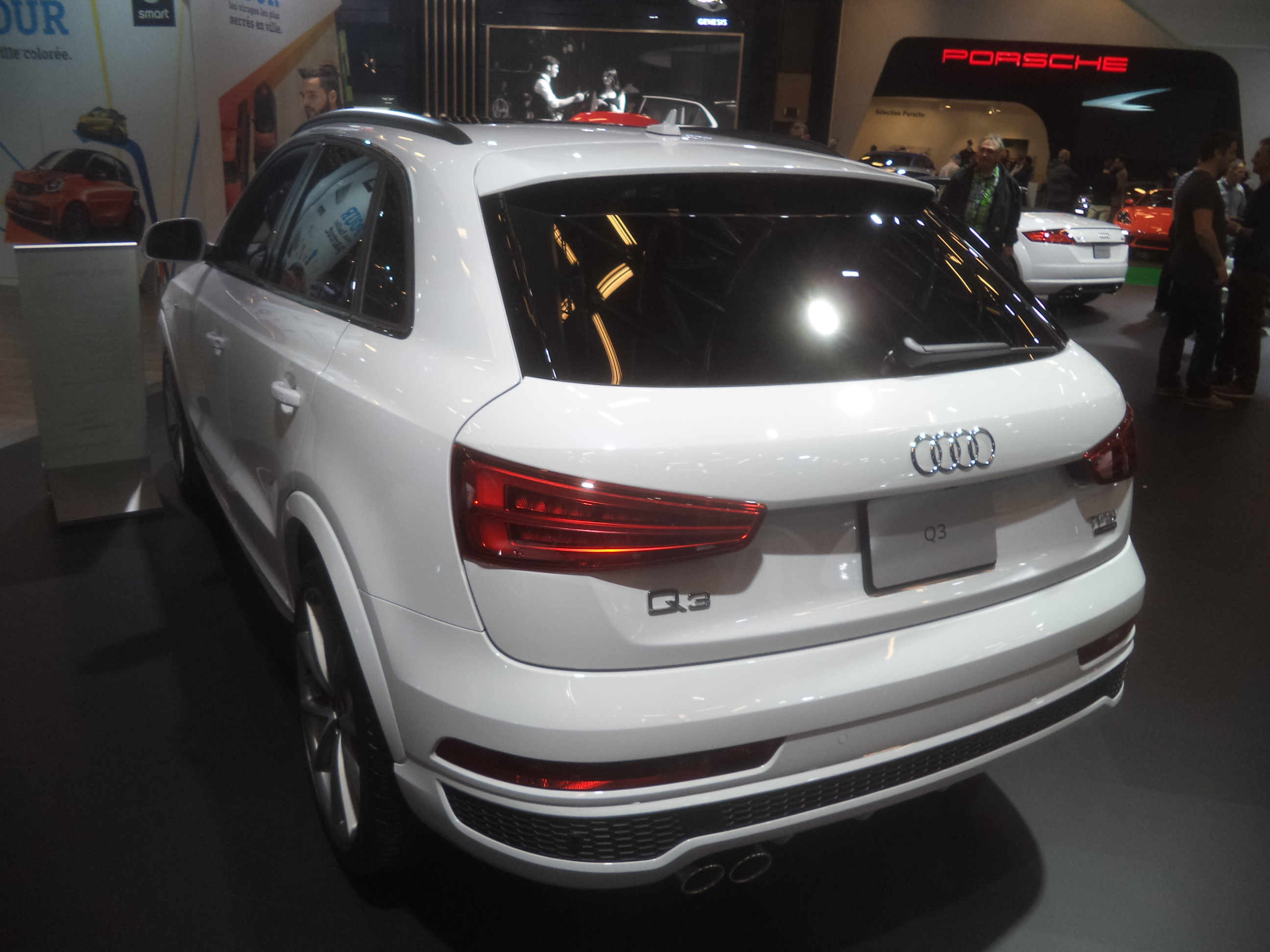
S line（後期型）

## 2代目（F3、2018年 - ）
2018年7月25日、欧州にてフルモデルチェンジ。軽量化と高いボディ剛性を両立している。先代とは異なり、ハンガリー・ジェール工場で生産される。
エクステリアは、同社のフラッグシップSUVであるQ8と共通のデザインを採用した。オクタゴン（八角形）のシングルフレームグリルと大型のサイドエアインテークが特徴的である。前後のブリスターフェンダーや、彫りの深いサイドのロワーラインなどにより、SUVならではの力強さを表現した。ヘッドライトには3つの仕様があり、最上級のマトリクスLEDはアダプティブハイビームアシストを搭載する。
弟分のコンパクトSUV、Q2が登場したことで、ボディはやや大型化された。初代より全長が97mm、全幅が25mm、ホイールベースが77mmそれぞれ拡大されている。加えて、40:20:40分割可倒式のバックレストを備えるリアシートの位置は、前後に150mm調整可能となった。荷室容量は、530〜1,525ℓ（スポーツバック：530〜1,400ℓ）を確保する。荷室のフロアボードは深さが3段階に調整可能で、トノカバーはフロア下に収納することも可能である。
インテリアにも、オクタゴンのシングルフレームグリルをモチーフとしたデザインがインストルメントパネルに配されている。全てのディスプレイとスイッチは人間工学に基づき配置され、8.8インチまたは10.1インチの「MMIタッチディスプレイ」は、エアコンの操作パネルとともにドライバーに向けて10°傾けられている。さらに、3種類のレイアウトから選択できる12.3インチの「アウディバーチャルコックピットプラス」や、30色のカラーが選択可能な「マルチカラーアンビエントライティング」も用意される。
パワートレインは、ガソリン仕様が3種類と、ディーゼル仕様が1種類の計4種が展開される。これら全てが直列4気筒・直噴ターボエンジンで、出力は110kW（150hp）から169kW（230hp）となる。少し遅れて、48Vマイルドハイブリッドシステムを搭載したモデルも追加された。駆動方式はFFと4WD（quattro）の両方が用意され、トランスミッションは6速MTまたは7速Sトロニックが組み合わされる。
S line エクステリアパッケージには、スポーツサスペンションが標準装備される。このサスペンションは、よりハードなスプリングとダンパーに加え、プログレッシブステアリングを装備する。このシステムは、ステアリングの操舵角が増すにつれて、よりダイレクトなレシオに変化させることで、ハンドリングを向上させる。また、勾配6％以上の下り坂において、ドライバーが設定した速度を一定に維持して走行するヒルディセントコントロールもオプション設定されている。
先進運転支援システム（ADAS）も充実しており、特にアダプティブクルーズアシスト（ACC）が大きく進化した。ほかにも、万が一の衝突を回避・軽減するアウディプレセンスフロントをはじめ、アウディサイドアシスト、アウディアクティブレーンアシスト、サラウンドビューカメラなども設定されている。さらに、パークアシストやクロストラフィックアシストなども装備される。
同年10月2日、パリモーターショーにて、ワールドプレミア。欧州市場でのデリバリー開始は、同年11月頃を予定する。
2019年7月24日、欧州にて、クーペスタイルの「スポーツバック」を追加発表。先行してリリースされたSUVと比べて、全高が約30mm低くなっている。エクステリアはフロントグリルがブラック仕上げになっており、リアバンパーは専用デザインとなる。

### 日本での販売
2020年7月7日、SUVとスポーツバックを同時発表（同年8月19日から発売開始）。グレードは「35 TFSI」、「35 TFSI S line」および「35 TDI quattro S line」を両者に、「35 TFSI advanced」と「35 TDI quattro advanced」をSUVのみに用意する。
ガソリン仕様の「35 TFSI」は最高出力150ps、最大トルク250Nmを発揮する1.5L 直列4気筒・直噴ターボエンジンを搭載し、気筒休止システム（COD）を備える。ディーゼル仕様の「35 TDI」は最高出力150ps、最大トルク340Nmを発揮する2.0L 直列4気筒・直噴ターボエンジンを搭載し、ヒルディセントコントロールを備える。ガソリン仕様はFF、ディーゼル仕様は4WD（quattro）のみの設定となり、全モデルに7速Sトロニックを組み合わせる。機能面では、ダイナミックターンインジケーター（リア）付きのLEDヘッドライトをはじめ、10.25インチのアウディバーチャルコックピット、10.1インチのMMIタッチディスプレイ、アウディプレセンスフロント、サラウンドビューカメラを標準装備とした。さらに、アウディスマートフォンインターフェイス、Bang & Olufsen3D サウンドシステム、電動テールゲートなどをオプションで用意する。
2022年4月、仕様変更。ガソリン仕様の「35 TFSI」全グレードに、48Vマイルドハイブリッドシステムを搭載した。
2023年9月25日、特別仕様車「high style」を、SUV（250台限定）とスポーツバック（350台限定）に設定。SUVは「35 TFSI advanced」をベースに、特別装備としてS lineデザインの19インチ20スポークグラファイトグレーポリッシュトアルミホイール、マンハッタングレーメタリックのコントラストペイント、オカピブラウンのパーシャルレザーを装着している。ほかにも、ラグジュアリーパッケージ、ブラックAudi rings & ブラックスタイリングパッケージ、コンビニエンス&アシスタンスパッケージを標準装備とした。スポーツバックは「35 TFSI S line」をベースに、特別装備としてマンハッタングレーメタリックのコントラストペイント、Audi Sport製20インチアルミホイール5 Vスポークマットチタングレーポリッシュト、 ダンピングコントロールサスペンションを装着している。ほかにも、ロックグレーのコントラストステッチを施した、ブラックのパーシャルレザー、プラスパッケージ、コンビニエンス&アシスタンスパッケージを標準装備とした。
2024年3月12日、特別仕様車「dynamic edition」をスポーツバック（350台限定）に設定。「35 TFSI S line」をベースに、特別装備として、マットグレーを用いたバイカラーのAudi Sport製20インチ5ツインスポークモデュールデザインアルミホイール、ダンピングコントロールサスペンションを装着している。ほかにも、ブラックAudi rings&ブラックスタイリングパッケージのエクステリアミラーハウジングブラック、プライバシーガラス、コンビニエンス&アシスタンスパッケージ、テクノロジーパッケージ、プラスパッケージを標準装備とした。
同年12月4日、仕様変更。ディーゼル仕様のパワートレインが一新され、従来比で最高出力が43PS、最大トルクが60Nm向上した。併せて、グレード名が「35 TDI quattro」から「40 TDI quattro」に改称された。なお、ガソリン仕様のベースグレードであった「35 TFSI」は廃止された。

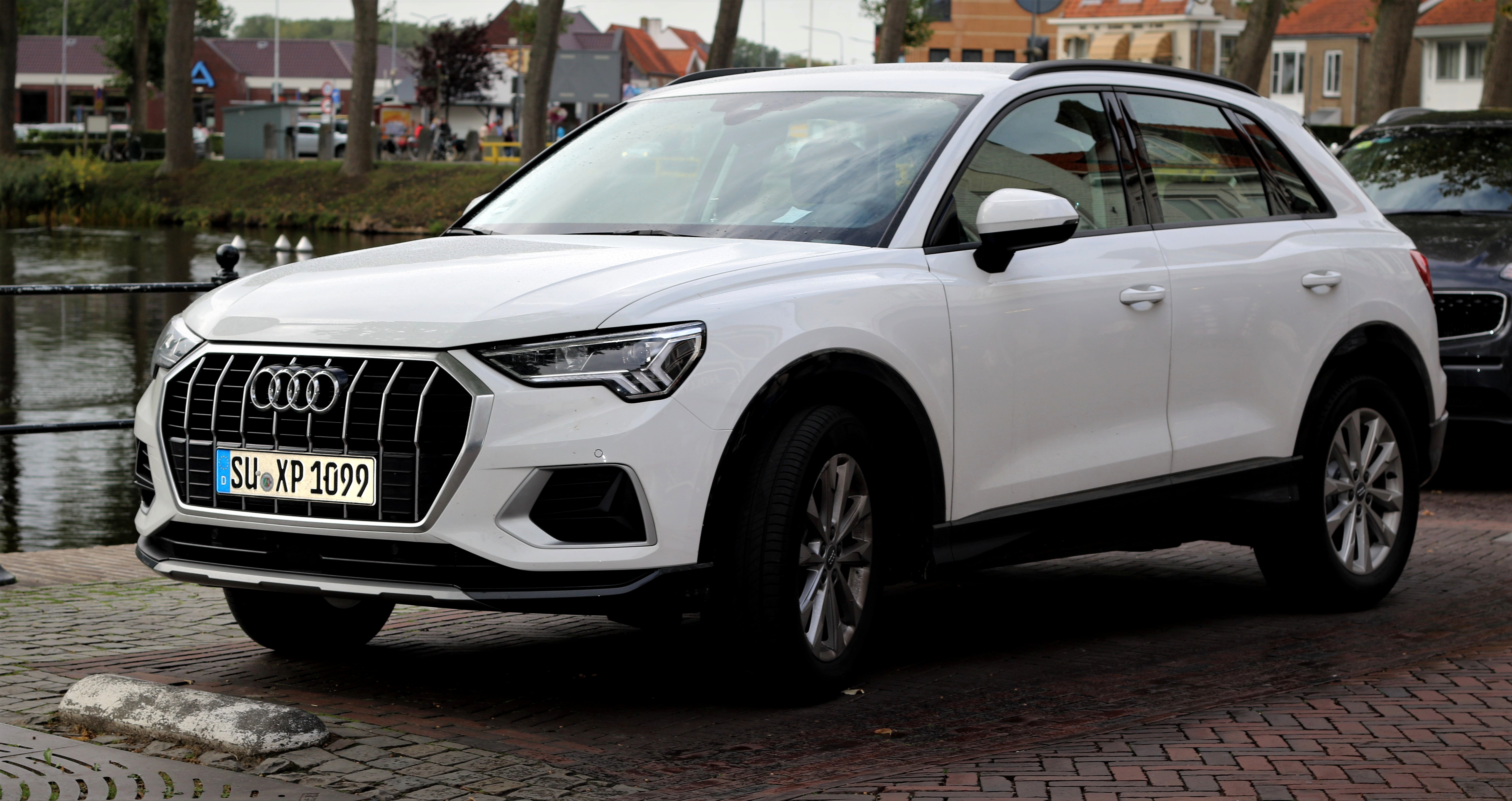
advanced
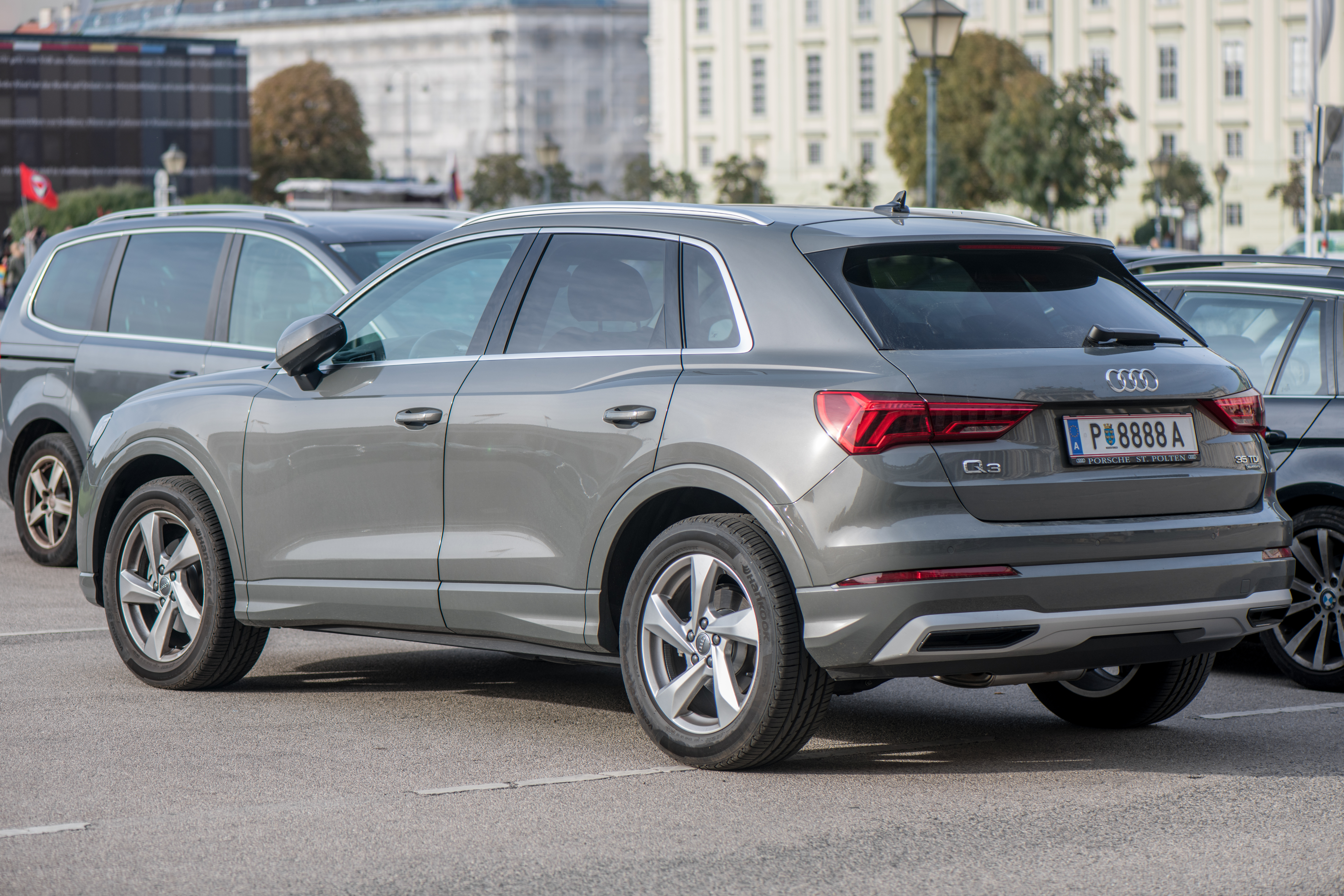
advanced
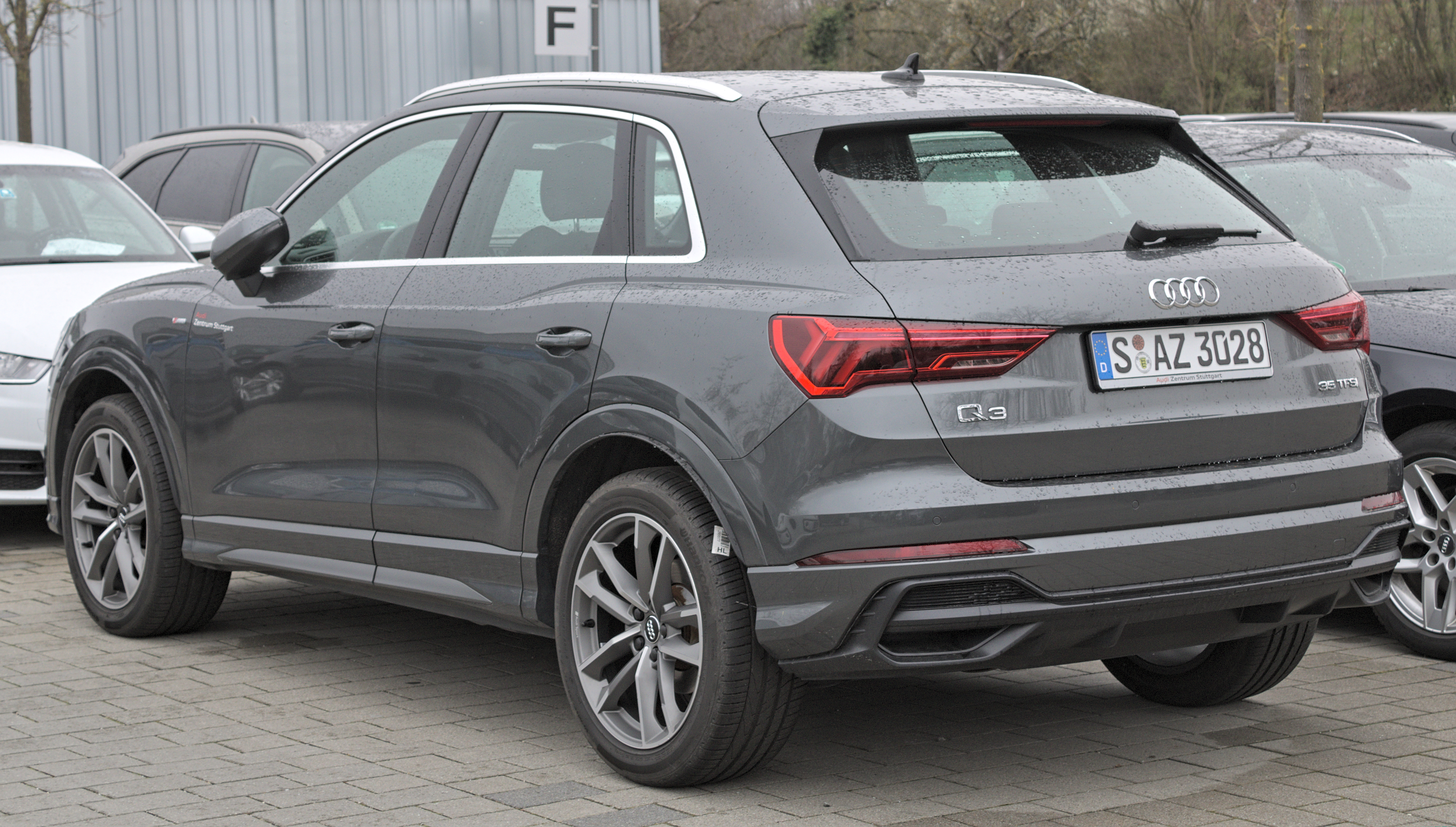
S line
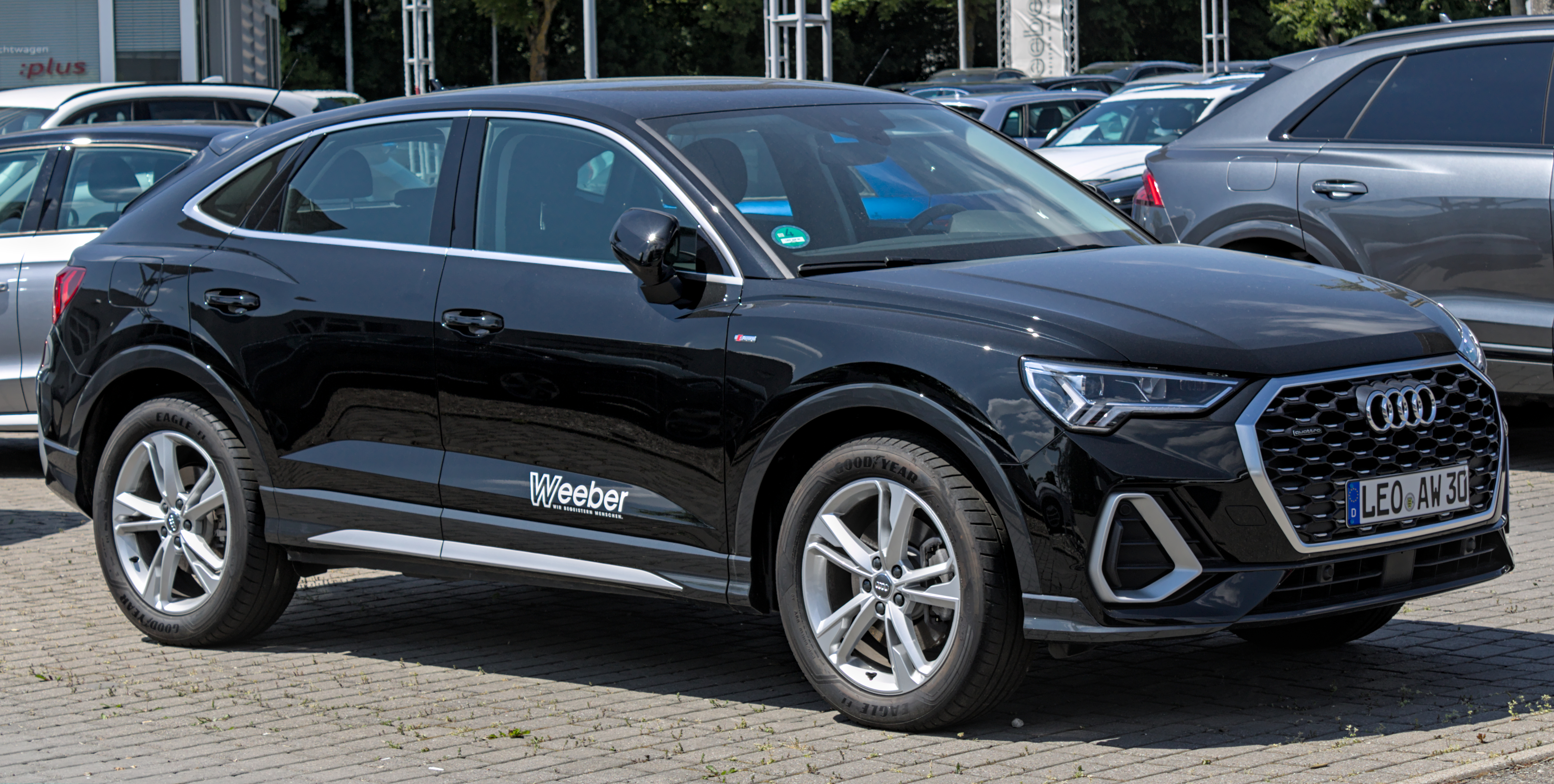
スポーツバック advanced
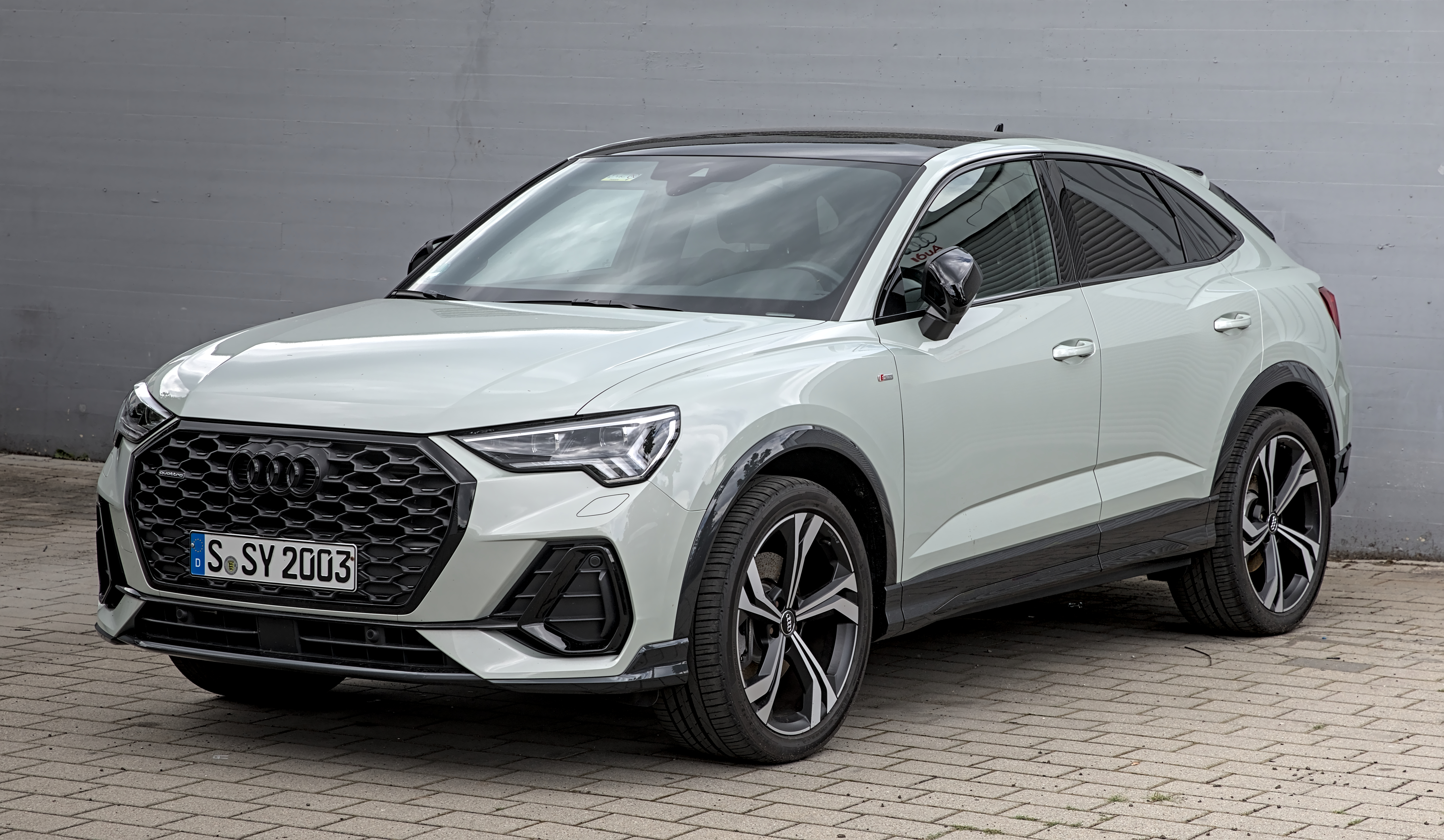
スポーツバック S line
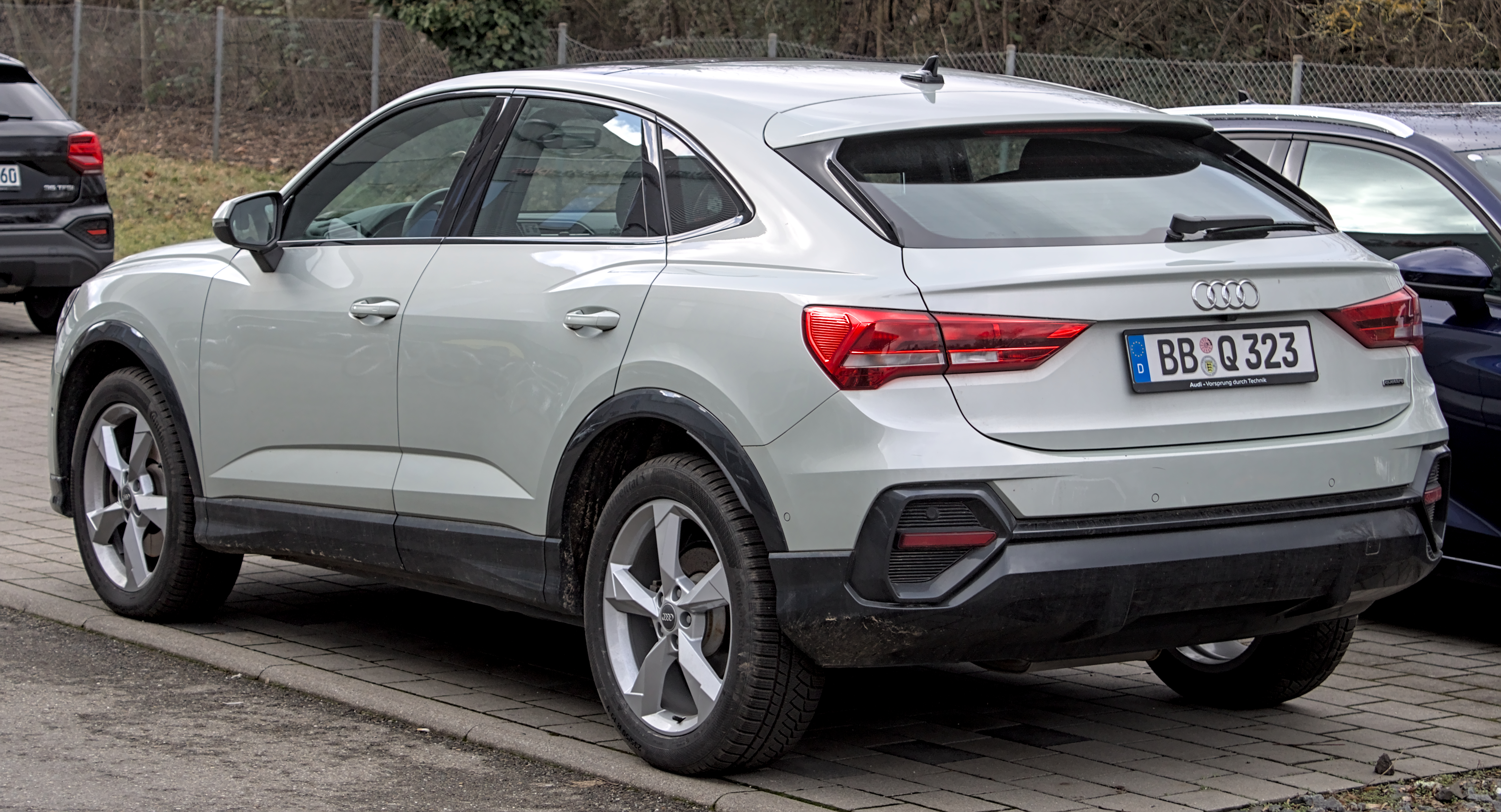
スポーツバック S line